# Étoile Noire de Strasbourg
Étoile Noire de Strasbourg ist eine französische Eishockeymannschaft aus Straßburg, welche 2000 gegründet wurde und seit 2019 in der zweitklassigen Division 1, der zweithöchsten französischen Eishockeyliga, spielt. Seine Heimspiele trägt der Club im 1.250 Zuschauer fassenden Patinoire Iceberg aus. 

## Geschichte
Étoile Noire de Strasbourg wurde am 1. Januar 2000 gegründet mit dem Ziel, Profieishockey nach Straßburg zu bringen. Die Gründung des Vereins erfolgte aus dem Zusammenschluss mit dem Club sportif de glace de Strasbourg (CSGSA), dessen Infrastruktur Étoile Noire übernahm. 

Früheres Logo der Étoile Noire de Strasbourg

Bereits vier Jahre nach seiner Gründung spielte der Club in der Saison 2004/05 erstmals in der Division 1, der zweiten französischen Eishockeyliga. Mit einem vierten Platz wurde der Aufstieg jedoch verpasst. Bereits ein Jahr später gelang allerdings der Aufstieg in die Ligue Magnus als Meister der Division 1 und somit der Sprung ins Eishockeyoberhaus Frankreichs. 
In seiner ersten Saison in der Ligue Magnus erreichte der Étoile Noire als Zwölfter von 14 Vereinen gerade noch den Sprung in die Vorplayoffs, in denen man allerdings mit 0:2-Spielen gegen die Ducs d’Angers ausschied. In der Saison 2007/08 erreichte der Verein erneut als Drittletzter gerade so den Sprung in die Vorplayoffs, in denen man erneut mit 0:2 Spielen unterlag. Diesmal scheiterte die Mannschaft an den Pingouins de Morzine. In derselben Spielzeit scheiterte Étoile Noire erst im Halbfinale der Coupe de France mit 3:6 an den Dragons de Rouen.
2019 stieg der Club in die Division 1 ab.

## Erfolge
- Aufstieg in die Ligue Magnus: 2005/06

## Bekannte ehemalige Spieler
- Stéphane Julien
- Jason Groleau
- Jesse Saarinen
- Olivier Escuder
- Bobby Raymond